# Gare d'El Beïda
La gare d'El Beïda, ou gare d'El-Beïda, est une ancienne gare ferroviaire algérienne située dans la commune de Sidi Ahmed, dans la wilaya de Saïda.

## Situation ferroviaire
Établie à une altitude de 1 064,840 m, la gare est située au point kilométrique (PK) 268,100 de la ligne d'Oran à Kenadsa, où elle est précédée de l'ancienne gare de Muley Abdelkader et suivie de l'ancienne gare de Modzbah.

## Histoire
La gare est mise en service le 1er juin 1881 lors de l'ouverture de la section de Khralfallah à Modzbah de l'ancienne ligne à voie étroite de 1 055 mm d'Oran à Kenadsa, où elle était précédée de la gare de Muley Abdelkader et suivie de la gare de Modzbah,,.